# Irina Timofejeva
Irina Nikolajevna Timofejeva (Smychka, 5 april 1970), Russisch: Ирина Николаевна Тимофеева, is een Russische langeafstandsloopster, die gespecialiseerd is in de marathon. Ze werd Russisch kampioene op verschillende wegafstanden. Ook won ze verschillende grote internationale marathons, zoals de marathon van Parijs, de marathon van Hamburg en de marathon van Nagano.

## Biografie
Timofejeva behaalde haar eerste succes in 1996 door Russische kampioene te worden op de marathon. Bij de wereldkampioenschappen van 1997 in Athene behaalde ze een 41e plaats. In 1999 werd ze tweede bij de marathon van Parijs in 2:27.46 en een jaar later was haar 2:29.13 goed voor een derde plaats bij de marathon van Chicago. In 2001 werd ze zesde bij de marathon van Boston.
In 2002 werd Timofejeva dertiende bij de Europese kampioenschappen in München. In 2006 won ze de marathon van Parijs en het jaar erop werd ze vierde bij de marathon van Berlijn in 2:26.54. In 2008 verbeterde ze met een persoonlijk record van 2:24.14 het parcoursrecord bij de marathon van Hamburg. Bij de Olympische Spelen van Peking later dat jaar moest ze genoegen nemen met een zevende plaats. Ze finishte in 2:27.31, een kleine minuut achter de Roemeense winnares Constantina Tomescu. Een jaar later won ze de marathon van Nagano.
Timofejeva komt uit Tscheboksary en is getrouwd en moeder van een zoon. Haar zus Lidia Grigorjeva is eveneens een succesvol marathonloopster.

## Titels
- Russisch kampioene marathon - 1996
- Russisch kampioene halve marathon - 1999, 2005
- Russisch kampioene 20 km - 1997

## Persoonlijke records
Baan
| Onderdeel | Prestatie | Datum        | Plaats          |
| --------- | --------- | ------------ | --------------- |
| 5000 m    | 15.57,74  | 17 juni 2000 | Sint Petersburg |
| 10.000 m  | 31.40,14  | 26 juli 2000 | Toela           |

Weg
| Onderdeel      | Prestatie | Datum           | Plaats  |
| -------------- | --------- | --------------- | ------- |
| 10 km          | 32.21     | 14 oktober 2007 | Udine   |
| 15 km          | 48.52     | 14 oktober 2007 | Udine   |
| 20 km          | 1:05.52   | 14 oktober 2007 | Udine   |
| halve marathon | 1:09.29   | 14 oktober 2007 | Udine   |
| 25 km          | 1:25.09   | 27 april 2008   | Hamburg |
| 30 km          | 1:42.00   | 27 april 2008   | Hamburg |
| marathon       | 2:24.14   | 27 april 2008   | Hamburg |

## Palmares

### 10.000 m
- 1997:  Russische kamp. in Toela - 32.24,70
- 2000: 4e Russische kamp. in Toela - 31.40,14
- 2005: 11e Russische kamp. in Toela - 32.35,00
- 2007: 6e Russische kamp. in Zhukovskiy - 32.24,84

### 10 km
- 1997:  Say No To Drugs in Clearwater - 34.11
- 1998:  Gum Tree Run in Tupelo - 33.58
- 1998:  Viva Health Vulcan Run in Birmingham - 33.21
- 1998:  Say No to Drugs Holiday Classic in Clearwater - 33.16
- 2005:  Jakarta International - 32.57
- 2006:  Jakarta International - 32.55
- 2007:  Jakarta International - 33.17

### 15 km
- 1998: 4e Gasparilla Distance Classic in Tampa - 50.59
- 1998: 4e Rossiya International Road Race in Moskou - 50.17
- 1999:  Rossiya in Moskou - 49.46
- 2005:  Russische kamp. in Moskou - 51.43

### 10 Eng. mijl
- 1998: 4e SouthTrust Running Festival - 54.59
- 1999: 5e SouthTrust Running Festival - 55.54

### 20 km
- 1997:  Russische kamp. in Shchelkovo - 1:09.24
- 2006: 15e WK - 1:07.10

### halve marathon
- 1998: 4e halve marathon van Napels - 1:14.42
- 1999:  halve marathon van Napels - 1:12.33
- 1999:  halve marathon van Coamo - 1:16.10
- 1999:  Russische kamp. in Adler - 1:11.01,8
- 2000:  halve marathon van Kyoto - 1:12.03
- 2000:  halve marathon van Nizhniy Novgorod - 1:11.09
- 2002: 5e halve marathon van Moskou - 1:14.53
- 2004:  halve marathon van Moskou - 1:12.39
- 2004:  Russische kamp. in Novosibirsk - 1:10.42
- 2004: 7e WK - 1:11.17
- 2004:  halve marathon van Pune - 1:12.05
- 2005:  Russische kamp. in Saransk - 1:13.52
- 2005: 11e WK - 1:11.30
- 2005:  halve marathon van New Delhi - 1:10.35
- 2006: 4e halve marathon van New Delhi - 1:12.11
- 2007: 14e WK - 1:09.29
- 2009: 27e WK - 1:12.38
- 2010: 5e halve marathon van Goyang - 1:12.39

### 30 km
- 2002:  Pushkin-Saint Petersburg - 1:45.09

### marathon
- 1992: 7e marathon van Moskou - 2:53.14
- 1992:  marathon van Cesano Boscone - 2:39.30
- 1996: 11e marathon van Belgrado - 2:49.43
- 1996:  marathon van Moskou - 2:37.56
- 1996:  marathon van Tyumen - 2:37.15
- 1997: 41e WK - 2:53.01
- 1997:  marathon van Hartford - 2:36.52
- 1997:  marathon van Sacramento - 2:41.00
- 1998: 9e marathon van Boston - 2:32.32
- 1998: 18e EK - 2:34.44
- 1998:  marathon van Cancun - 2:35.30
- 1999:  marathon van Parijs - 2:27.46
- 1999: 5e marathon van New York - 2:31.21
- 2000:  marathon van Parijs - 2:30.02
- 2000:  marathon van Omsk - 2:34.07
- 2000:  marathon van Chicago - 2:29.13
- 2001: 6e marathon van Boston - 2:28.50
- 2001: 11e WK - 2:30.48
- 2001:  marathon van Tokio - 2:25.29
- 2002: 12e marathon van Boston - 2:36.47
- 2002: 13e EK - 2:40.11
- 2002:  marathon van Tokio - 2:26.45
- 2003: 40e WK - 2:38.06
- 2003: 7e marathon van Tokio - 2:39.01
- 2004: 4e marathon van Praag - 2:38.02
- 2004: 9e marathon van Sapporo - 2:43.56
- 2005:  marathon van Mumbai - 2:36.42
- 2005: 7e marathon van Parijs - 2:30.11
- 2005:  marathon van Singapore - 2:34.42
- 2006:  marathon van Parijs - 2:27.22
- 2006:  marathon van Singapore - 2:34.35
- 2007: 4e marathon van Berlijn - 2:26.54
- 2008:  marathon van Hamburg - 2:24.14
- 2008: 7e OS - 2:27.31
- 2008:  marathon van Shanghai - 2:26.19
- 2009:  marathon van Nagano - 2:30.08
- 2009: 4e marathon van Shanghai - 2:33.33
- 2010: 7e EK - 2:35.53